# Hà Văn Trọng
Hà Văn Trọng (31 tháng 10 năm 1937 – 21 tháng 10 năm 2022), là một nam đạo diễn phim, diễn viên điện ảnh và truyền hình Việt Nam. Ông là đạo diễn của những bộ phim nổi tiếng ở Việt Nam như Kỷ niệm đồi trăng, Số đỏ và tham gia nhiều bộ phim truyền hình như Đứa con của người hàng xóm, Đất và người và Luật đời.
Ông được phong tặng danh hiệu Nghệ sĩ ưu tú năm 2001. Ông qua đời ngày 21 tháng 10 năm 2022, thọ 84 tuổi.

## Tiểu sử
Ông sinh ngày 31 tháng 10 năm 1937 tại Lào, trong một gia đình người Việt, cha làm bác sĩ. Lúc gần 10 tuổi, ông về Việt. Từ thuở còn ngồi trên ghế nhà trường, ông đã yêu nghệ thuật, nhiệt tình tham gia các hoạt động văn nghệ của trường và là một cây văn nghệ trong mắt bạn bè, thầy cô.

## Các phim đã tham gia
| Năm  | Tựa đề                                  | Vai diễn               | Đạo diễn                                     | Định dạng            |
| ---- | --------------------------------------- | ---------------------- | -------------------------------------------- | -------------------- |
| 1988 | Ngày về                                 | Bí thư Thành ủy        | Tự Huy                                       | Điện ảnh             |
| 1999 | Thăng bằng                              | Bố Hùng                | Vũ Minh Trí                                  | Điện ảnh truyền hình |
| 1999 | Mỗi thời của họ                         | Ông Bao                | NSND Phạm Nhuệ Giang                         | Điện ảnh truyền hình |
| 1999 | Đường tới thiên đàng                    | Ông ngoại              | NSND Bạch Diệp                               | Điện ảnh truyền hình |
| 1999 | Vui buồn sau lũy tre                    | Ông Khanh (thứ trưởng) | NSND Bạch Diệp                               | Ngắn tập             |
| 1999 | Khoảng cách                             | Hoàng                  | NSND Bạch Diệp                               | Điện ảnh truyền hình |
| 2000 | Dây neo hạnh phúc                       | Ông Cương              | Triệu Tuấn                                   | Ngắn tập             |
| 2000 | Ngàn năm mây trắng                      |                        | NSND Khải Hưng                               | Điện ảnh truyền hình |
| 2000 | Dòng sông chảy xiết                     | Giáo sư Duy            | Bùi Huy Thuần                                | Ngắn tập             |
| 2000 | Người nổi tiếng                         | Ông Giáo               | NSND Bạch Diệp                               | Ngắn tập             |
| 2000 | Dải lụa                                 | Ông Vạn                | Lê Cường Việt                                | Điện ảnh truyền hình |
| 2002 | Những người đã hết thời                 | Ông Thái               | Bùi Huy Thuần                                | Điện ảnh truyền hình |
| 2002 | Cảnh sát hình sự: Cảnh sát đặc nhiệm    | Đại tá Vũ              | NSƯT Nguyễn Danh Dũng, Trần Hoài Sơn         | Dài tập              |
| 2002 | Quỳnh Chi và Lệ Chi                     | Ông Hà                 | Cao Mạnh                                     | Điện ảnh truyền hình |
| 2002 | Gửi đến mai sau                         | Giám thị trại giam     | Hà Lê Sơn                                    | Điện ảnh truyền hình |
| 2002 | Đất và người                            | Nguyễn Hữu Chỉnh       | NSND Nguyễn Hữu Phần, NSND Phạm Thanh Phong  | Dài tập              |
| 2002 | Cảnh sát hình sự: Cổ cồn trắng (phần 1) | Thiếu tướng Bùi Hành   | Trần Hoài Sơn                                | Dài tập              |
| 2003 | Nhật ký chiến trường                    |                        | Nguyễn Thế Vinh                              | Ngắn tập             |
| 2003 | Cảnh sát hình sự: Cổ cồn trắng (phần 2) | Thiếu tướng Bùi Hành   | Vũ Minh Trí                                  | Dài tập              |
| 2003 | Cảnh sát hình sự: Phía sau một cái chết | Đại tá Lê Nguyễn       | NSND Trọng Trinh                             | Dài tập              |
| 2005 | Chuyện phố phường                       | Ông Vương              | NSND Phạm Thanh Phong, NSƯT Nguyễn Danh Dũng | Dài tập              |
| 2006 | Đèn vàng                                | Chú của Vĩnh           | Mai Hồng Phong                               | Dài tập              |
| 2007 | Luật đời                                | Ông Hòe                | Mai Hồng Phong, Hoàng Nhung                  | Dài tập              |
| 2008 | Vòng nguyệt quế                         | Ông nội Quang          | Mai Hồng Phong                               | Dài tập              |
| 2010 | Phía cuối cầu vồng                      |                        | Mai Hồng Phong                               | Dài tập              |